# Kerecsényi Dezső
Kerecsényi Dezső (Szentgotthárd, 1898. június 19. – Péterhegy, 1945. március 24.) irodalomtörténész, kritikus, irodalompedagógus, a Magyar Tudományos Akadémia levelező tagja (1942). A 15–16. századi magyarországi humanista, protestáns és világi irodalmi hagyományok kiváló ismerője volt, emellett jelentős Kölcsey Ferencről írott monográfiája, a kortárs irodalmi művek kapcsán kifejtett kritikusi tevékenysége és az irodalomoktatás megújítását célzó törekvései.

## Családja
Kerecsényi György és Dienes Mária gyermekeként született 1898-ban. Neje Mikola Emília, akinek nagybátyja Mikola Sándor akadémikus.

## Életútja
1919-től 1923-ig az Eötvös Kollégium tagjaként, Horváth János tanítványaként a Budapesti (1921-től Pázmány Péter) Tudományegyetem hallgatója volt, bölcsészdoktori oklevelét 1923-ban szerezte meg. 1923–1924-ben francia állami ösztöndíjjal a párizsi Sorbonne-on folytatott tanulmányokat, majd hazatérése után, 1924-ben magyar–német–francia szakos tanári oklevelet szerzett. 1924-től a Pápai Református Kollégium, 1928-tól a Budapesti Evangélikus Gimnázium, 1938-tól a Budapesti Tanárképző Intézet Gyakorló Főgimnáziumának tanára volt. 1941-ben magántanári képesítést szerzett a budapesti Pázmány Péter Tudományegyetemen, s a humanizmus és reformáció a 16. századi magyar irodalomban tárgykör előadója lett. 1943-ban kinevezték a debreceni Tisza István Tudományegyetemre a magyar irodalomtörténet nyilvános rendkívüli tanárává, egyúttal a magyar irodalomtörténeti szeminárium vezetését is elvállalta.

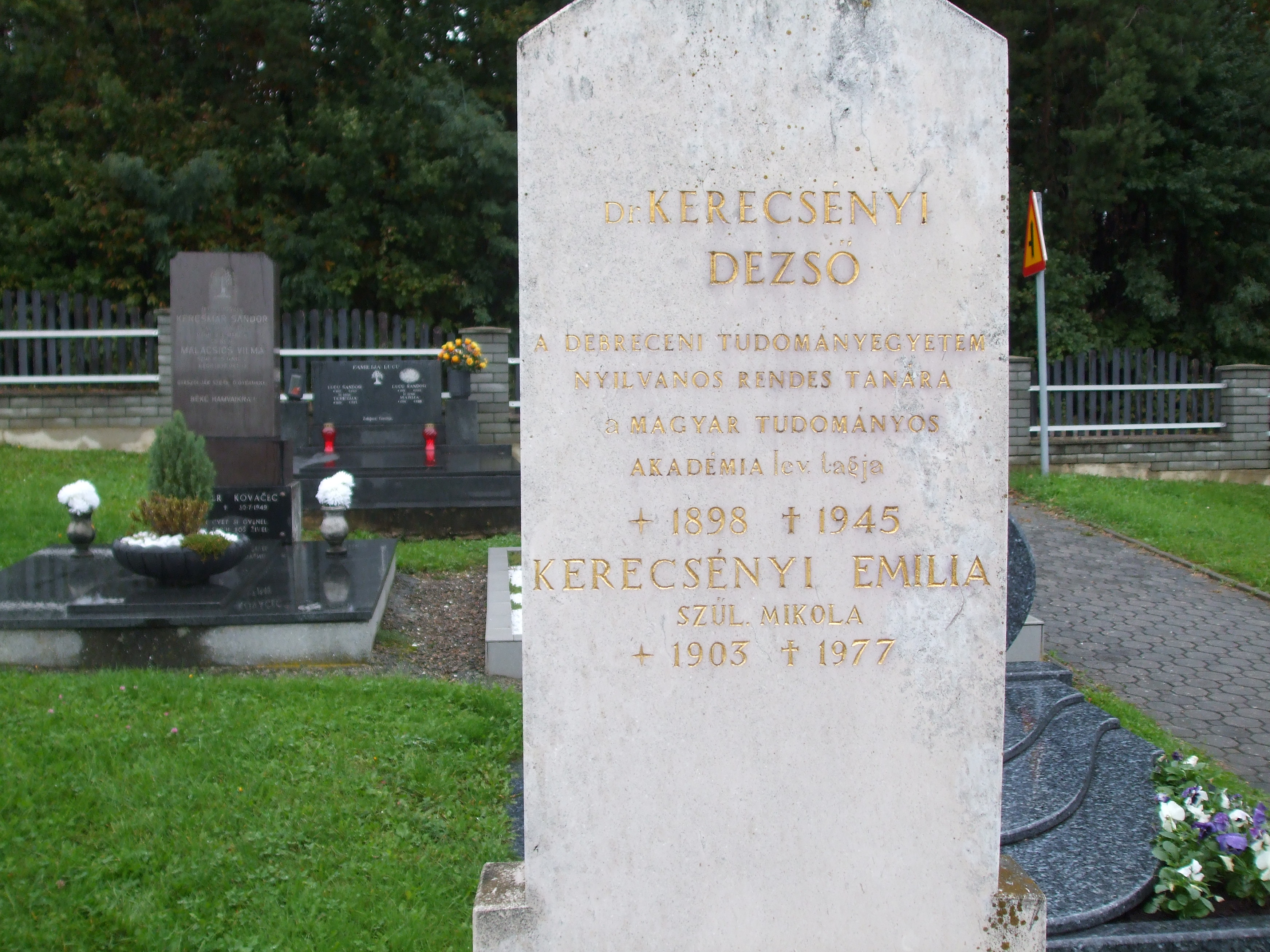
Dr. Kerecsényi Dezső és felesége, Mikola Emília síremléke a szlovéniai, péterhegyi temetőben

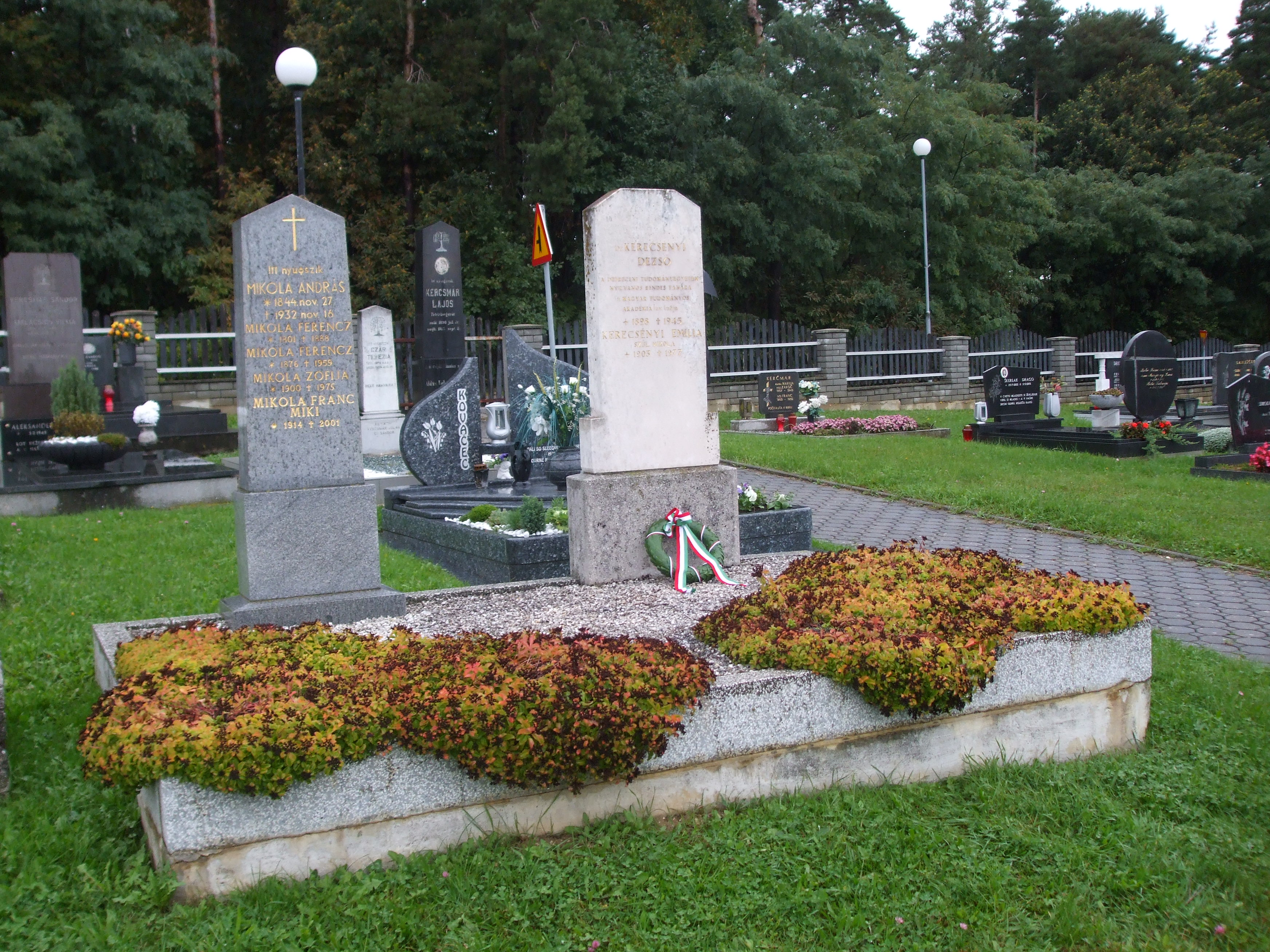
Dr. Kerecsényi Dezső és a Mikola család síremlékei a szlovéniai, péterhegyi temetőben

A második világháború viszontagságos végóráit, az 1944-es esztendő második felét kisebb-nagyobb családi vagy hivatalos utazásokkal megszakítva a vend lakosságú Péterhegyen, apósa, Mikola Ferenc házában töltötte feleségével együtt. Szívroham következtében itt halt meg 1945. március 24-én, életének 47. esztendejében. Sírja is a településen található.

## Munkássága
Tudományos szakterülete a 15–16. századi magyar irodalom, a humanizmus és a reformáció egyházi irodalma, majd az ebből kialakuló világi literátus műveltség szellemtörténete volt. Emellett jelentősek Kölcsey Ferenc életművével, a magyar esszéirodalom Kármántól és Berzsenyitől Péterfyn át Babitsig ívelő korszakával kapcsolatos vizsgálatai, valamint Czuczor Gergely és Tompa Mihály munkáinak, a régi magyar prózairodalom termékeinek szövegkiadásai. Kritikusként a kortárs magyar irodalom és irodalomtörténet-írás értékeire hívta fel a figyelmet, mások mellett méltatta Kassák Lajos, Bohuniczky Szefi, Tamási Áron és Sárközi György munkáit. Kritikái, bírálatai és esszéi többnyire a Századok, az Irodalomtörténet és a Protestáns Szemle lapjain jelentek meg, mely utóbbinak 1930-tól szerkesztője, 1938 és 1944 között főszerkesztője is volt.
Jelentős pedagógiai munkássága is, foglalkoztatták a hatékony irodalomtanítás módszertani problémái. Áprily Lajossal és Vajthó Lászlóval együtt az 1930-as évek végén több korszerű irodalomtankönyvet állított össze protestáns gimnáziumok számára, amelyek alapjaiban újították meg a pedagógiai szemléletet. A szövegelemző irodalomtanítás egyik úttörő egyénisége volt, emellett kezdeményezésére tették az irodalomtanítási tanterv részévé a kortárs irodalom jeles alakjainak műveit és munkásságát.

## Társasági tagságai és elismerései
Tudományos munkássága elismeréseként 1942-ben a Magyar Tudományos Akadémia levelező tagjává választották. 1935-től a Magyar Irodalomtudományi Társaság alelnöke, 1939-től a Magyar PEN Club tagja és a Magyar Irodalomtörténeti Társaság jegyzője volt. 1941-ben irodalomkritikusi tevékenységéért 3000 pengős Baumgarten-díjat kapott.

## Főbb művei
- Elvi kérdések a régi magyar irodalomban. Budapest, 1923
- Humanizmusunk helyzetképe Mátyás után és Mohács előtt. in: Irodalomtörténet 1934
- Dudith András. Budapest, Egyetemi ny., 1935, 16 p.
- Kolostor és humanizmus Mohács után (1526–1550). in: Magyarságtudomány 1936
- Humanizmus és reformáció között. in: Magyarságtudomány 1937
- Módszertani vázlat a gimnáziumi magyar nyelvi és irodalmi nevelő oktatásban. Debrecen, Városi ny., 1938, 14 p.
- A reformáció és az irodalomtörténeti korszak-határ. in: Irodalomtörténet 1939
- Magyar olvasókönyv a protestáns gimnáziumok és leánygimnáziumok V. osztálya számára. Szerk. Jékely Lajos, Kerecsényi Dezső és Vajthó László. Debrecen, Városi ny., 1939, 211 p.
- Magyar olvasókönyv a prot. gimn. és leánygimn. 6. oszt. számára. Szerk. Kerecsényi Dezső és Vajthó László. Debrecen, Tiszántúli Református Egyházkerület, 1940, 228 p.
- A magyar irodalom Mátyás király korában. in: Mátyás király emlékkönyv II. Szerk. Lukinich Imre. Budapest, Franklin, 1940, 109–122.
- Kölcsey Ferenc. Budapest, Franklin, 1941. = Magyar Írók.
- Régi magyar próza. Szerk. Bisztray Gyula és Kerecsényi Dezső. Budapest, Magyar Szemle Társaság, 1942, 605 p.
- A „világiság” néhány változata XVI. századi irodalmunkban. in: Irodalomtörténeti Közlemények 1944. (1943-ban elhangzott akadémiai székfoglaló előadása)
- Magyar irodalomismeret. Budapest, 1948
- Kerecsényi Dezső válogatott írásai. Szerk. Pálmai Kálmán. Budapest, Akadémiai, 1979, 302 p.

## További irodalom
- Pálmai Kálmán: Kerecsényi Dezső. Budapest: Akadémiai. 1988.  = A Múlt Magyar Tudósai,